# تیگه اندروز
تیگه اندروز (به انگلیسی: Tige Andrews) (زاده ۱۹ مارس ۱۹۲۰-درگذشته ۲۷ ژانویهٔ ۲۰۰۷) بازیگر آمریکایی بود.
از فیلم‌های معروف او می‌توان به بازی در فیلم آخرین سرمایه‌دار بزرگ اشاره کرد.

## مرگ
اندروز در ۲۷ ژانویه ۲۰۰۷ در سن ۸۶ سالگی بر اثر ایست قلبی در خانه خود در انسینو، کالیفرنیا درگذشت.